# NGC 3692
NGC 3692 ist eine aktive Spiralgalaxie mit ausgedehnten Sternentstehungsgebieten vom Hubble-Typ Sb im Sternbild Löwe an der Ekliptik. Sie ist schätzungsweise 73 Mio. Lichtjahre von der Milchstraße entfernt und hat einen Durchmesser von etwa 70.000 Lichtjahren.

Im selben Himmelsareal befinden sich u. a. die Galaxien IC 2842, IC 2853, IC 2855, IC 2857.
Das Objekt wurde am 15. April 1784 von Wilhelm Herschel entdeckt.